# Fujiwara no Saneyori
Fujiwara no Saneyori (藤原 実頼, 900 – 24 tháng 6 năm 970), còn được biết đến là  Onomiya-dono, là một chính khách, cận thần và chính trị gia Nhật Bản thời kỳ Heinan.